# Торговая школа имени С. В. Могилевцева
Торговая школа им. С. В. Могилевцева — трёхэтажное здание 1909 года постройки по улице Калинина в городе Брянск Брянской области. Памятник истории и культуры регионального значения. В настоящее время здание используется как лечебное учреждение — наркологический диспансер. 

## История
Сама школа стала работать немного раньше, чем братья Могилевцевы обратились в городскую думу с просьбой принять здание. В январе 1908 года было подано такое заявление. Семён и Павел Могилевцевы попросили присвоить школе имя отца — Семёна Васильевича. В данный момент на здании имеется гранитная доска именно в честь братьев.
В начале XX века по инициативе братьев Могилевцевых было построено двухэтажное каменное здание, которое выполняло почетную функцию: здесь была организована торговая школа или мужское училище. Обучали в торговой школе мальчиков на приказчиков. В Брянске это учреждение стало пример благотворительности и предполагалось что здесь будут обучать науке детей крестьян. Могилевцевы были опытны в торговле и заинтересованы в подготовке хороших кадров для своего дела. Выпускники школы должны были хорошо владеть знаниями в арифметике, а также изучить метрическую систему, например, чтобы отмерять ткань. И конечно, учили воспитанников разбираться и в сортах товаров.

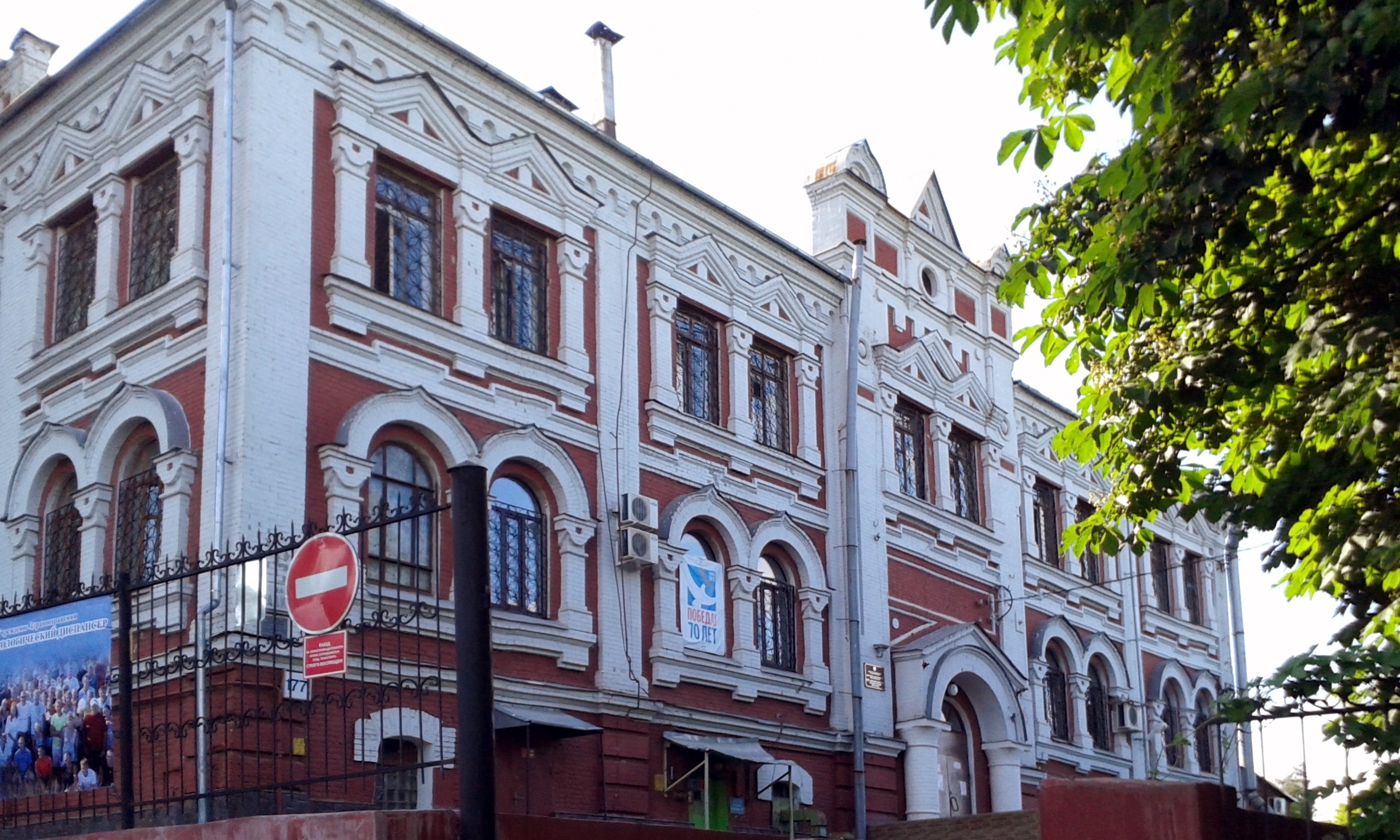
Общий вид

## Архитектура
Расположено здание на возвышении, значительно отступает от красной линии застройки. Особняк возведён в неорусском стиле по проекту архитектора Николая Андреевича Лебедева. Большинство зданий тандема Могилевцевы-Лебедев построены именно в таком стиле. Красный кирпич сочетается с белым — передовая технология того времени. Здание имеет три этажа, кирпичное и оштукатуренное, на фоне красных стен выделены побелкой детали. Одно из немногих в Брянске крупных строений периода эклектики, выполненное в русском стиле.
Особняк представляет собой массивный прямоугольник, завершенный вальмовой кровлей. Центр уличного фасада, который является более протяженным, отмечен слабо выступающим ризалитом, с увенчаным аттиком с небольшим остроугольным фронтоном, фланкированным килевидными кокошниками. Простые аттики с кокошниками завершают также средние части боковых фасадов, выделенные пилястрами большого ордера. Главный фасад членится такими же пилястрами (рустованные в первом этаже) на пять частей с парными окнами в каждой. Разной формы окна (в первом этаже с лучковыми перемычками, во втором арочные, а в третьем прямоугольные) заключены в массивные наличники с килевидными или фронтонными завершениями, опирающимися на укороченные пилястры. Имеется карниз с поясом машикулей. Массивный арочный портал с двумя укороченными колоннами и двускатным верхом расположен перед входным крыльцом ризалита главного фасада с лестницей.

## Современное состояние
До начала первой мировой войны здесь в школе проходили занятия. Позже был обустроен госпиталь. К концу 1916 года через который прошло 1125 человек.
В гражданскую войну здесь располагалась комендатура города. В дальнейшем особняк использовали и как школу, и как роддом и другие медицинские учреждения. В настоящее время здесь работает областной наркодиспансер.